# NGC 752
NGC 752 ist ein +5,7 mag heller offener Sternhaufen mit einer Flächenausdehnung von etwa 75' im Sternbild Andromeda am Nordsternhimmel. Er ist rund 1.500 Lichtjahre vom Sonnensystem entfernt und hat einen Durchmesser von etwa 30 Lichtjahren. Nach dem Entwicklungszustand des Sternhaufens wird sein Alter auf 1,1 bis 1,6 Milliarden Jahre geschätzt. Durch sein hohes Alter ist er relativ sternenarm und schon sehr zerstreut.
NGC 752 ist mit bloßem Auge als schwaches Nebelfleckchen zu sehen.
Die Entdeckung von NGC 752 geht auf den sizilianischen Gelehrten und Priester, Giovanni Battista Hodierna zurück, der diesen Haufen kurz vor 1654 entdeckte. Hodierna beobachtete unter einem dunklen Landhimmel mit einem nur 20-fach vergrößernden galileischen Fernrohr. Seine Arbeit wurde später aber kaum mehr beachtet, erst in den 1980er Jahren wurde sein Werk wiederentdeckt.